# Sudan Francuski
Sudan Francuski (fr. Soudan français) – francuska kolonia istniejąca w ramach Francuskiej Afryki Zachodniej w latach 1890–1899 oraz 1920–1959.

## Utworzenie
Kolonia została założona 9 września 1880 roku jako Górny Senegal. 18 sierpnia 1890 roku nazwę kolonii zmieniono na Sudan Francuski. Stolica kolonii mieściła się w Kayes. 10 października 1899 roku południowa część kolonii została podzielona pomiędzy Gwineę Francuską, Wybrzeże Kości Słoniowej oraz Dahomej. Pozostała część kolonii została w 1902 roku przekształcona w Senegambię i Niger, która później zmieniła nazwę na Górny Senegal i Niger.
W 1920 roku ponownie utworzono Sudan Francuski, ze stolicą w Bamako.

## Niepodległość
Sudan Francuski otrzymał wewnętrzną autonomię 25 listopada 1958 roku. 4 kwietnia 1959 roku utworzył z Senegalem Federację Mali, która uzyskała pełną niepodległość 20 czerwca 1960 roku. 20 sierpnia, po wystąpieniu Senegalu, federacja została rozwiązana, a dawny Sudan Francuski utworzył państwo Mali.